# Iburi (provincia)
Iburi (胆振国?, -no kuni)  fu una provincia del Giappone di breve durata situata nella prefettura di Hokkaidō. Corrisponde alle attuali sottoprefettura di Iburi, al distretto di Yamakoshi della sottoprefetura di Oshima, al distretto di Abuta della sottoprefettura di Shiribeshi, alle città di Chitose e Eniwa nella sottoprefettura di Ishikari e al villaggio di Shimukapp nella sottoprefettura di Kamikawa.
Venne creata il 15 agosto 1869 con 8 distretti, al censimento del 1872 risultarono 6 251 abitanti. Nel 1882 venne dissolta e riassorbita nell'Hokkaidō